# Estrela de carbono
Uma estrela de carbono é uma estrela do tipo tardio similar a uma gigante vermelha (ou às vezes a uma anã vermelha) cuja atmosfera contém mais carbono do que oxigênio; estes dois elementos se combinam nas camadas superiores da estrela, formando monóxido de carbono, que consome todo o oxigênio presente na atmosfera, deixando os átomos de carbono livres para formar outros compostos de carbono, resultando em uma atmosfera estelar repleta de fuligem e com uma aparência avermelhada distinta.
Em estrelas normais (como o Sol), a atmosfera é mais rica em oxigênio do que carbono. Estrelas ordinárias não exibem as mesmas características das estrelas de carbono, mas as que são frias demais para formar monóxido de carbono são denominadas estrelas de oxigênio.
As estrelas de carbono apresentam características espectrais bem particulares, tendo sido reconhecidas pelos seus espectros pela primeira vez por Angelo Secchi na década de 1860, numa época de pioneirismo na espectroscopia astronômica. 

## Mecanismos astrofísicos
As estrelas de carbono podem ser descritas por mais de uma mecanismo astrofísico. McClure  faz distinção entre as estrelas de carbono clássicas, e as não-clássicas, que são menos massivas.
Nas estrelas de carbono clássicas, aquelas pertencentes à moderna classificação espectral C-R e C-N, acredita-se que a abundância do carbono seja um produto da fusão nuclear do hélio, especificamente do processo triplo-alfa no interior da estrela, que ocorre nas estrelas gigantes quando estas se aproximam do final de suas vidas no ramo gigante assintótico. Esses produtos da fusão são trazidos à superfície por episódios de convecção (a terceira dragagem) após a fase em que o carbono e outros elementos foram produzidos. Normalmente esse tipo de estrela de carbono do ramo gigante assintótico funde hidrogênio em uma camada onde ocorre a queima deste elemento, mas em episódios separados por 104-105 anos, a estrela passa a queimar o hélio nesta camada, enquanto a fusão do hidrogênio cessa temporariamente. Nessa fase, a luminosidade da estrela aumenta, e o material do interior da estrela (de maneira notável nas estrelas de carbono) sobe para a superfície. Como a luminosidade aumenta, a estrela se expande fazendo com que a fusão do hélio cesse, e a queima do hidrogênio na camada recomeça. Durante esses flashes do hélio na camada, ocorre uma perda de massa significativa na estrela, e após vários flashes de hélio, a estrela do ramo gigante assintótico se transforma em uma anã branca quente, e sua atmosfera se torna matéria de uma nebulosa planetária.
Acredita-se que as estrelas de carbono não-clássicas pertencentes às classes C-J e  C-H, sejam estrelas binárias, em que a estrela observada é uma gigante (ou ocasionalmente uma anã vermelha) e a outra uma anã branca. A estrela observada no presente como sendo uma gigante passou pela acreção de material rico em carbono de sua estrela companheira (a que é no presente uma anã branca) durante sua evolução na sequência principal, quando esta última era ainda uma estrela de carbono clássica. Essa fase na evolução estelar é relativamente breve, e a maioria destas estrelas acaba por se tornar uma anã branca. Tem-se observado estes sistemas numa época relativamente longa após o evento de transferência de massa, e o carbono extra observado nas gigantes vermelhas atuais não foi produzido no interior destas estrelas. Esse cenário também é aceito como sendo a origem das estrelas de bário, que também são caracterizadas por linhas espectrais fortes de moléculas de carbono e bário (um elemento do processo S). Às vezes as estrelas cujo carbono em excesso provém dessa transferência de massa são chamadas estrelas e carbono "extrínsecas", para diferenciá-las das estrelas "intrínsecas" do ramo gigante assintótico, que produzem carbono a partir de processos internos. Várias dessas estrelas de carbono extrínsecas não são luminosas ou frias o bastante para produzir o próprio carbono, o que constituiu um enigma até a descoberta de suas naturezas binárias.
As enigmáticas estrelas de carbono deficientes em hidrogênio (HdC) pertencentes às classes espectrais C-Hd, parecem ter alguma relação com as variáveis R Coronae Borealis (RCB), mas não são variáveis em si e carecem de uma radiação infravermelha típica das variáveis RCB. Apenas cinco estrelas HdC são conhecidas, e nenhuma delas é uma binária, o que faz com que a relação destas com as estrelas de carbono seja desconhecida.
Outras teorias menos convincentes, como as do desequilíbrio no ciclo CNO e a do flash de hélio do núcleo também têm sido propostas como mecanismos para o enriquecimento do carbono nas atmosferas de estrelas de carbono menores.

## Espectros das estrelas de carbono
Por definição as estrelas de carbono apresentam linhas de Swan das moléculas de C2. Vários outros compostos podem estar presentes em níveis elevados, como CH, CN (cianogênio), C3 e SiC2. O carbono é formado no núcleo e circula pelas camadas superiores, alterando dramaticamente a composição das camadas. Outros elementos formados através da fusão do hélio e processo S também são dragados dessa maneira, incluindo o lítio e o bário.
Quando os astrônomos desenvolveram a classificação espectral das estrelas de carbono, encontraram dificuldades consideráveis ao tentar correlacionar os espectros às temperaturas efetivas das estrelas. O problema residia no fato de o carbono da atmosfera ocultar as linhas de absorção comumente utilizadas como indicadores de temperatura das estrelas.

### Secchi
As estrelas de carbono foram descobertas na década de 1860 quando o pioneiro da classificação espectral Pater Angelo Secchi definiu a classe de Secchi IV para as estrelas de carbono, que foi em 1890 reclassificada como classe N das estrelas.

### Harvard
Utilizando a nova classificação de Harvard, a classe N foi posteriormente complementada por uma classe R para as estrelas menos vermelhas que compartilhavam as mesmas bandas espectrais de carbono. Posteriormente, uma correlação feita entre esse esquema de R a N com o espectro convencional demonstrou que a sequência R-N corre mais ou menos em paralelo com c:a G7 a M10, no que tange à temperatura estelar.
| Tipo MK             | R0    | R3    | R5     | R8    | Na     | Nb    |
| equivalente gigante | G7-G8 | K1-K2 | ~K2-K3 | K5-M0 | ~M2-M3 | M3-M4 |
| Tef                 | 4300  | 3900  | ~3700  | 3450  | ---    | ---   |

### Sistema Morgan-Keenan C
As classes N posteriores não correspondem muito bem às classes M da contraparte, pois a classificação de Harvard se baseava apenas parcialmente na temperatura, ela levava em conta também a abundância de carbono; então logo ficou claro que esse modelo de classificação estelar era incompleto. Por isso uma nova classe C de dois números foi criada para lidar com a temperatura e abundância de carbono. A medição espectral usando o novo sistema para Y Canum Venaticorum, foi determinada como C54, em que 5 se refere às características determinadas pelas temperaturas, e 4 à força das bandas de Swan C2 no espectro (C54 é muitas vezes descrita C5,4). O sistema de classificação Morgan-Keenan C substituiu a antiga classificação R-N de 1960 a 1993. 
| Tipo MK             | C0    | C1    | C2    | C3    | C4    | C5    | C6    | C7    |
| equivalente gigante | G4-G6 | G7-G8 | G9-K0 | K1-K2 | K3-K4 | K5-M0 | M1-M2 | M3-M4 |
| Tef                 | 4500  | 4300  | 4100  | 3900  | 3650  | 3450  | ---   | ---   |

### O sistema Morgan-Keenan revisado
O modelo de classificação bidimensional de Morgan-Keenan C falhou em cumprir os objetivos de seus criadores:
1. ele falhou em correlacionar às medições de temperatura baseadas no infravermelho,
2. sendo originalmente bidimensional, o modelo foi logo complementado por sufixos, CH, CN, j e outros marcadores, tornando-o imprático para análises em massa de populações de estrelas de carbono de outras galáxias,
3. e gradualmente se constatou que as antigas classes de estrelas R e N constiuíam de fato duas classes de estrelas de carbono, com implicações significantes na astrofísica.

Uma nova classificação Morgan-Keenan foi publicada em 1993 por Philip Keenan, definindo as classes: C-N, C-R e C-H. Posteriormente as classes C-J e C-Hd foram adicionadas. Este modelo constitui a classificação espectral estabelecida atualmente.:
| classe                            | espectro | população            | MV           | teoria                                                                            | variação de temperatura (K) | exemplo(s)    | # cohecidos |
| --------------------------------- | --- | -------------------- | ------------ | --------------------------------------------------------------------------------- | --------------------------- | ------------- | ----------- |
| estrelas de carbono clássicas     | |                      |              |                                                                                   |                             |               |             |
| C-R:                              | a antiga classe R de Harvard restaurada: fortes bandas isotópicas ainda são visíveis na terminação azul do espectro e nenhuma linha complementar de bário.                                         | disco tênue de pop I | 0            | gigantes vermelhas?                                                               | 5100-2800                   | S Cam         | ~25         |
| C-N:                              | a antiga classe R de Harvard restaurada: forte absorção difusa azul, às vezes invisível no azul, elementos do processo S aumentados a abundâncias superiores às solares, bandas isotópicas fracas. | disco tênue de pop I | -2.2         | AGB                                                                               | 3100-2600                   | R Lep         | ~90         |
| estrelas de carbono não-clássicas | |                      |              |                                                                                   |                             |               |             |
| C-J:                              | bandas isotópicas de C2 e CN intensas | desconhecida         | desconhecida | desconhecida                                                                      | 3900-2800                   | Y CVn         | ~20         |
| C-H:                              | absorção de CH intensa | halo de pop II       | -1.8         | gigantes brilhantes, transferência de massa (todas as estrelas C-H são binárias ) | 5000-4100                   | V Ari, TT CVn | ~20         |
| C-Hd:                             | linhas de hidrogênio e bandas de CH fracas ou ausentes | disco tênue de pop I | -3.5         | desconhecidas                                                                     | ?                           | HD 137613     | ~7          |

## Outras qualidades
A maioria das estrelas de carbono clássicas são estrelas variáveis do tipo das variáveis de longo período.

### Observando estrelas de carbono
Devido à baixa sensitividade da visão noturna ao vermelho e à lenta adaptação dos bastonetes sensíveis ao vermelho à luz dessas estrelas, astrônomos amadores estimando a magnitudes das estrelas variáveis, especialmente as estrelas de carbono, têm que lidar com o efeito de Purkinje para evitar que a magnitude da estrela observada não seja subestimada.

### Poeira interestelar de carbono
Devido à sua baixa gravidade superficial, até metade (ou mais) da massa total de uma estrela de carbono pode ser perdida para o espaço levada pelo vento estelar. O remanescente da estrela, uma poeira rica em carbono similar ao grafite, se torna parte de uma poeira interestelar. Acredita-se que essa poeira seja um fator significativo no fornecimento de materiais para a criação de novas estrelas e seus sistemas planetários. O material que circunda as estrelas de carbono pode obscurecê-las a ponto de bloquear toda a luz visível que ela produz.